# Tasnovice (tvrz)
Tasnovice jsou zřícenina tvrze ve stejnojmenné vesnici u Horšovského Týna v okrese Domažlice. Založena byla nejspíše v průběhu čtrnáctého století. Po roce 1650 byla přestavěna na zámek, který již ale nesloužil jako panské sídlo, a na konci osmnáctého století zpustl a změnil se ve zříceninu. Jeho zbytky jsou chráněné jako kulturní památka ČR.

## Historie
Tvrz založili ve čtrnáctém století vladykové z Tasnovic. Prvním známým příslušníkem rodu byl Bohuše z Tasnovic uváděný v letech 1357–1371 jako patron kostela ve Štítarech. Jeho potomkům tvrz patřila až do druhé poloviny patnáctého století, kdy na ní žil Jan z Tasnovic připomínaný v letech 1463 a 1464. Z dalších majitelů je znám až z roku 1508 Václav z Vidršpergu, ale již od roku 1509 tvrz patřila Václavu Dobrohostovi z Ronšperka. Po roce 1515 od něj panství koupil Jan Merklínský z Merklína a od něj roku 1522 Vilém Černín z Chudenic. Tasnovice o něm převzal nejmladší ze čtyř synů, Martin Černín, a když roku 1586 zemřel, zdědil je nezletilý Šebestián Černín, jehož poručnicí byla jeho matka Anna z Žiberka a od roku 1590 sestra Anna Žákovcová. Šebestián se oženil se Sibyllou z Běšin, ale když roku 1616 zemřel, zůstala po něm jediná dcera Alena Lidmila, jejímiž poručníky byli ještě roku 1627 strýcové z rodu Černínů.
Alena Lidmila Černínová se provdala za blíže neznámého člena rodu Helversenů z Helversheimu a po její smrti v roce 1630 Tasnovice získal Ota Jiří Helversen z Helversheimu, který je prodal své manželce Marii Magdaléně z Dobrše. Od ní statek koupila roku 1659 hraběnka Eva Johanka z Trautmansdorfu. Od té doby Tasnovice patřily k horšovskotýnskému panství. Tvrz začala být za Helversenů stavebně upravována a po roce 1659 se v písemných pramenech uvádí jen jako zámek. Nesloužila již jako panské sídlo, ale žili na ní jen úředníci, z nichž bývá uváděn zámecký hejtman a ještě v roce 1691 také zámecký zahradník. Poslední zmínka o zámku pochází z roku 1749. Na počátku devatenáctého století vrchnost plánovala přestavbu tasnovického zámku na sýpku, ale návrh nebyl realizován. Zámek se postupně změnil ve zříceninu a roku 1839 už se připomínaly pouze sklepy a příkopy.

## Stavební podoba
Tvrz stávala na severním okraji areálu pozdějšího jednotného zemědělského družstva na pravém břehu Radbuzy. Řeka napájela dva okružní příkopy dochované na severní a východní straně. Mezi příkopy se nachází val zpevněný kamennou zdí. Uvnitř tohoto opevnění se nacházelo jádro tvrziště ohrazené torzovitě dochovanou hradbou.
Z budov se dochovala spodní úroveň věžovité stavby s lichoběžníkovým půdorysem o rozměrech 13,5 × 9–12 metrů (podle Jiřího Úlovce 16 × 12 metrů) se dvěma valeně klenutými sklepy.